# Creu de terme de Conill (Tàrrega)
La Creu de terme de Conill és una creu de terme del poble de Conill, al municipi de Tàrrega (Urgell) inclosa a l'Inventari del Patrimoni Arquitectònic de Catalunya.

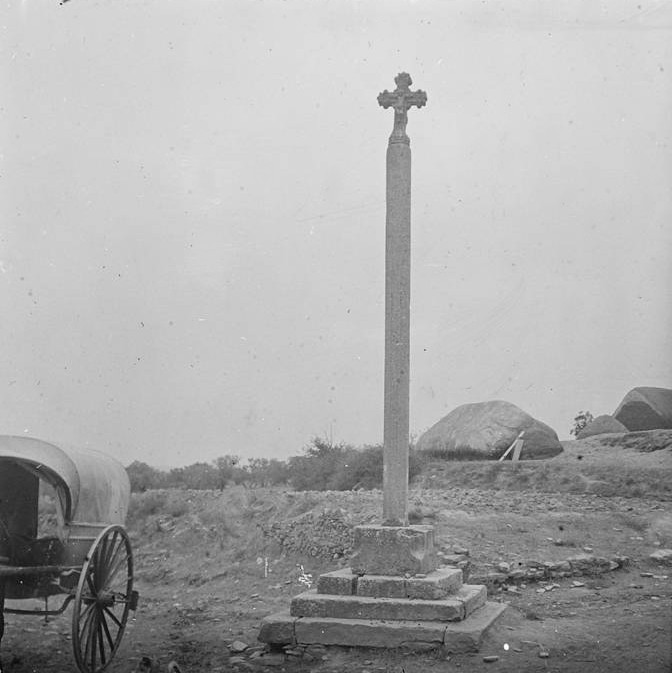
La creu a Conill, el 1916

## Descripció
La descripció a l'Inventari del Patrimoni Arquitectònic diu:
| « | Creu de terme a l'entrada de la població. A la creu de terme li manca la creu i el capitell. Només conserva el basament i el fust, tots dos de pedra. El basament és format per dues escales, té forma quadrangular i suporta un dau, a la part central que encaixa i sustenta el fust de la creu. Aquest dau té els vèrtexs escairats. El fust és una columna, de poca alçada, octogonal, que sustentava la creu a la part superior mitjançant una estructura de ferro que els unia. Aquest fust porta la data de 1945 gravada a la pedra indicant que va ser restaurada novament en aquest any. | » |

Després de l'abandó del poble de Conill els anys 1980, es va robar la creu de pedra tallada de la part superior del fust de la creu de terme del llogaret, i el 2013 la resta del monument es va traslladar al Parc de Sant Eloi a Tàrrega, amb una talla copiada col·locat a la columna restaurada.